# Relațiile dintre România și Austria
Relațiile diplomatice dintre Republica Austria și România au fost hotărâte și limitate pe perioade îndelungate de mediul politic global. Cu toate acestea, a existat de ambele părți interesul pentru o bună colaborare. Viena era pentru București un punct de tranzit important spre vest, iar România se afla din perspectivă austriacă, datorită istoriei comune, de-a lungul unor secole, a unor teritorii românești (în special Banatul, Transilvania și Bucovina) într-un plan politic apropiat.

## Istorie

### 1920 - 1938
După dizolvarea monarhiei austro-ungare, la 27 august 1920, s-au reluat relațiile diplomatice dintre Republica Austria și România la nivel de legație. Acestea au fost însă întrerupte în 1938, o dată cu anexarea Austriei la Germania nazistă.

### 1945 - 1989
Primul reprezentant politic al Austriei acreditat în România după al Doilea Război Mondial a fost consilierul de legație Dr. Herbert Schmidt, care a deținut în România titlul de consul general. În data de 5 octombrie 1947 a înmânat Ministrului pentru Afaceri Externe de la acea vreme, Gheorghe Tătărescu, scrisoarea de acreditare. Reprezentanța austriacă la București a rămas până în 1955 una pur politică, nefiind ridicată la rang de legație sau ambasadă la cererea României.  Motivul ce a stat la baza acestei atitudini rezervate a fost situația juridică incertă a Austriei, până la restabilirea independenței statale în 1955. O evaluare a relațiilor cu Austria între anii 1944 și 1954, întreprinsă de partea română a fost puternic afectată de stereotipiile predominante acelei perioade. Prin urmare, Austria ar permite pe propriul teritoriu tendințe fasciste, anti-românești și s-ar subordona în probleme de politică externă hegemoniei SUA. 
Ridicarea reprezentanței Austriei la rangul unei legații sub însărcinatul cu afaceri de atunci Dr. Albert Filz, în urma semnării Tratatului de Stat în 1955 poate fi considerat drept urmare un „act simbolic”. Ulterior, erau necesare schimbări de personal la conducerile de vârf ale celor două state, care să ducă spre o îmbunătățire a relațiilor. De partea română, numirea lui Ion Gheorghe Maurer în funcția de Prim Ministru și a lui Corneliu Mănescu în cea de Ministru de Externe au deschis perspective noi. De parte austriacă, Ministrul de Externe Bruno Kreisky a influențat în mod pozitiv relațiile bilaterale. Perioada bunelor relații diplomatice din anii ´60 s-a evidențiat prin semnarea Acordului româno-austriac privind reglementarea problemelor financiare în suspensie, semnat în 1963 de Corneliu Mănescu și Bruno Kreisky. Seria acordurilor bilaterale încheiate ulterior a fost accentuată și de ridicarea Legației Austriei la rang de ambasadă în același an, 1963.  Din acel moment, s-a dezvoltat un intens schimb de vizite la cel mai înalt nivel politic, iar vizita președintelui austriac de atunci, Franz Ionas în România în 1969, precum și vizita lui Nicolae Ceaușescu în 1970 la Viena au marcat un apogeu protocolar.
In probleme de politică externă, România a profitat mult timp de faptul că vestului dominat de SUA i-a convenit orice era în măsură să slăbească Uniunea Sovietică. In acest context a fost mai puțin important faptul că Nicolae Ceaușescu impunea un regim din ce în ce mai autoritar, în timp ce România își păstra într-o oarecare măsură independența față de  Uniunea Sovietică. La început, diplomația austriacă întâmpina probleme în evaluarea corectă a acestui fenomen.  Acutizarea situației în perioada anilor `80 sub Ceaușescu și izolarea ulterioară a României, au dus la stagnarea relațiilor diplomatice cu Austria.

### După 1989
In urma prăbușirii regimului comunist, relațiile celor două state au rămas la început rezervate, deoarece Austria considera guvernul sub președintele Ion Iliescu ca fiind unul preponderent neocomunist.  In noiembrie 1996, succesul Convenției Democrate la alegerile parlamentare și victoria lui Emil Constantinescu la cele prezidențiale au dat speranța reformelor politice și deschiderilor economice. Direcția României spre Uniunea Europeană și negocierile de aderare adoptate oficial în anul 2000 au intensificat relațiile diplomatice și economice între cele două state. Cu toate că în România, reformele mult așteptate au stagnat deseori datorită luptelor interne pentru supremație și frecventelor schimbări la nivel ministerial, Austria a devenit unul dintre cei mai importanți investitori străini, sprijinind aderarea României la Uniunea Europeană în 2007.  De atunci, ambele state lucrează cu succes împreună -  nu în ultimul rând, în contextul politicii europene de coeziune și în proiecte, cum ar fi Strategia UE pentru Regiunea Dunării. Ultima vizită de stat a avut loc la 23 martie 2009 la Viena. Președintele Federal Heinz Fischer l-a primit pe Președintele României Traian Băsescu cu onoruri militare.

### 2022
La 8 decembrie 2022 a avut loc un vot pentru aderarea Bulgariei, Croației și României la spațiul Schengen. Aceste țări ar intra în Schengen doar cu un vot unanim. Croația a intrat, dar intrarea României a fost respinsă de Austria, în timp ce aderarea Bulgariei a fost respinsă atât de Austria, cât și de Țările de Jos. În România, vetoul austriac a provocat indignare. Ambasadorul României în Austria a fost retras din Viena și s-a anunțat că relațiile dintre cele două țări se vor reduce semnificativ. Companii, antreprenori, muzee și universități românești au început să boicoteze orice tip de cooperare cu Austria sau cu companii austriece, Ministerul Turismului din România sfătuind românii să nu meargă la schi în Austria în următoarele sărbători de iarnă. La o sucursală a băncii austriece Raiffeisen Zentralbank din orașul românesc Cluj-Napoca, pe pereții clădirii a apărut o inscripție cu „Banca nazistă”; Poliția municipală a început o anchetă asupra acestui incident pe 9 decembrie. Răzvan Nicolescu, președintele Asociației pentru Energie Curată și Combaterea Schimbărilor Climatice, a cerut ca Austria să plătească României o despăgubire economică de 200 de milioane de euro pe lună, întrucât aceasta ar pierde PIB-ul României pentru fiecare lună în care nu a fost în Spațiul Schengen conform unei analize a companiei românești Big 4.

## Ambasadorii Austriei la București,  în perioada postbelică
| Rang                         | Nume                                   | De la | Până la |
| ---------------------------- | -------------------------------------- | ----- | ------- |
| Reprez. politică (până 1955) | Dr. iur. Herbert SCHMIDT               | 1947  | 1951    |
| Reprez. politică (până 1955) | Dr. iur. Rudolf BAUMANN                | 1951  | 1953    |
| Reprez. politică (până 1955) | Temporar vacant, condus de funcționari | 1953  | 1955    |
| Legație (până 1963)          | Dr. iur. Albert FILZ                   | 1955  | 1958    |
| Legație (până 1963)          | Dr. iur. Franz HERBATSCHEK             | 1958  | 1961    |
| Legație (până 1963)          | Dr. iur. Paul WETZLER                  | 1962  | 1965    |
| Ambasadă (începând cu 1963)  | Dr. iur. Johann MANZ                   | 1965  | 1968    |
| Ambasadă (începând cu 1963)  | Dr. iur. Eduard TSCHÖP                 | 1968  | 1972    |
| Ambasadă (începând cu 1963)  | Dr. iur. Werner SAUTTER                | 1972  | 1975    |
| Ambasadă (începând cu 1963)  | Dr. iur. Franz WUNDERBALDINGER         | 1975  | 1979    |
| Ambasadă (începând cu 1963)  | Dr. iur. Andreas SOMOGYI               | 1979  | 1983    |
| Ambasadă (începând cu 1963)  | Dr. Andreas BERLAKOVICH                | 1983  | 1988    |
| Ambasadă (începând cu 1963)  | Dr. iur. Berta BRAUN                   | 1988  | 1990    |
| Ambasadă (începând cu 1963)  | Dr. iur. Christoph PARISINI            | 1990  | 1994    |
| Ambasadă (începând cu 1963)  | Dr. iur. Paul ULLMANN                  | 1994  | 1997    |
| Ambasadă (începând cu 1963)  | Dr. iur. Karl VETTER VON DER LILIE     | 1998  | 2002    |
| Ambasadă (începând cu 1963)  | Dr. iur. Christian ZEILEISSEN          | 2002  | 2007    |
| Ambasadă (începând cu 1963)  | Dr. iur. Martin EICHTINGER             | 2007  | 2010    |
| Ambasadă (începând cu 1963)  | Dr. phil. Michael SCHWARZINGER         | 2010  | -       |

Sursă: Evidențele Ministerului de Externe al Austriei, Österreichischer Amtskalender

## Cooperare

### Reprezentanțele Republicii Austria în România
- Ambasada Austriei la București
- Consulate onorifice la Timișoara și Sibiu

### Reprezentanțele României în Austria
- Ambasada României la Viena
- Reprezentanțe permanente ale României la organizații internaționale la Viena
- Consulate onorifice la Eisenstadt, Linz, Graz, Salzburg și Klagenfurt

### Cooperare culturală româno-austriacă
- Societatea româno-austriacă cu sediul la Viena și București
- Biblioteca Austria București, Cluj-Napoca, Iași și Timișoara
- Institutul Cultural Român Viena
- Forumul Cultural Austriac București

### Orașe înfrățite
(listă posibil incompletă)
- Judenburg (Styria) – Siret (jud. Suceava)
- Klagenfurt (Carintia) – Sibiu (jud. Sibiu)
- Schwaz (Tirol) – Satu Mare (jud. Satu Mare)
- Linz (Austria superioară) – Brașov (jud. Brașov)

## Link-uri
- Ambasada Austriei București Arhivat în 22 martie 2011, la Wayback Machine.
- Secția Comercială a Austriei la București Arhivat în 30 decembrie 2012, la Wayback Machine.
- Forumul Cultural Austriac Bucureștit
- Institutul Cultural Român Viena
- Ministerul Afacerilor Externe al României
- Rumänische Botschaft Wien Arhivat în 31 ianuarie 2013, la Wayback Machine.
- Biblioteca Austria
- Societatea Româno-Austriacă